# Bli rik och ligga med flickor
Bli rik och ligga med flickor (franska: Le mouton enragé) är en fransk-italiensk dramakomedi från 1974 i regi av Michel Deville.
Filmen är baserad på B. R. Bruss roman Le Mouton enragé.

## Rollista i urval
- Jean-Louis Trintignant - Nicolas Mallet
- Romy Schneider - Roberte Groult
- Jean-Pierre Cassel - Claude Fabre
- Jane Birkin - Marie-Paule
- Florinda Bolkan - Flora Danieli
- Georges Wilson - Lourceuil
- Henri Garcin - Berthoud
- Michel Vitold - Georges Groult
- Jean-François Balmer - Vischenko